# إمامية
الإمامية اسم يطلق على طوائف الشيعة التي تؤمن بأن إمامة المسلمين تأتي نصّاً لكل إمام من الإمام المعصوم من أئمة أهل البيت السابق له، فيخالفون بذلك طوائف أخرى الزيدية التي لا تشترط أن يكون الإمام من أهل البيت. يسمون أيضا بالجعفرية لاتفاقهم على الأئمة الستة الأوائل ويفترقون من بعد الإمام السادس جعفر الصادق إلى فرق عديدة بسبب اختلافهم على الإمام التالي. ويسميهم بعض خصومهم بالرافضة أو الروافض.

## فروع الإمامية
والإمامية جناحان كبيران في عصرنا الحالي:
- الشيعة الإثنا عشرية وهم يشكلون غالبية الشيعة اليوم
- الشيعة الإسماعيلية بجناحيها
  - النزارية
  - المستعلية
- العلوية

## أعلام الإمامية
- يعد جعفر بن محمد الصادق وهو الإمام السادس عند الشيعة من أكثر المسهمين في علوم الشيعة من الفقه والأصول والعقائد (حيث كان مدرسته في المدينة المنورة آنذاك مقصدا لكثير من العلماء) ونذكر من الدارسين عنده أبو حنيفة النعمان مؤسس المذهب الحنفي وكانت مقولته الشهيرة (لولا السنتان لهلك النعمان) دلالة على المدة التي قضاها في دراسته عند جعفر بن محمد الصادق
- الشيخ الطوسي
- الشيخ المفيد
- الشيخ الصدوق
- الشريف المرتضى
- الشريف الرضي
- المحقق الطوسي
- صدر المتألهين
- العلامة الحلي
- المحقق الحلي
- ومن المعاصرين
- محمد باقر الصدر وهو مؤلف وفيلسوف كبير ومن مؤلفاته : اقتصادنا، فلسفتنا، البنك اللاربوي (وهونظام البنوك الإسلامية حاليا) وغيرهم أنظر مراجع الشيعة.